# Silurídeos
Silurídeos (nome científico: Siluridae) é uma família de peixes gato. Surpreendentemente, muitas espécies são venenosas. A família é encontrada na Europa e Ásia na água doce.
Estes peixes gato não possuem espinhas na nadadeira dorsal, e também não possuem nadadeira adiposa. As nadadeiras pélvicas são pequenas ou ausentes. A base da nadadeira anal é usualmente muito longa. A espécie-tipo é Silurus glanis.